# Mark Johnson (boxe anglaise)
Pour les articles homonymes, voir Mark Johnson et Johnson.
Mark Johnson est un boxeur américain né le 13 août 1971 à Washington, District de Columbia.

## Carrière
Vainqueur des Golden Gloves en 1988 et champion des États-Unis amateur en 1989 dans la catégorie mi-mouches, il passe professionnel l'année suivante et remporte le titre vacant de champion du monde des poids mouches IBF en battant par KO au premier round Francisco Tejedor le 4 mai 1996. Johnson laisse sa ceinture vacante fin 1998 (après l'avoir défendu 7 fois) pour affronter Ratanachai Sor Vorapin, titre super-mouches IBF en jeu. Il l'emporte aux points le 24 avril 1999.
Ce titre IBF sera déclaré vacant à l’issue du combat l'opposant à Raul Juarez le 19 novembre 1999. Stoppé prématurément à la 4e reprise en raison de coups bas répétés des deux boxeurs, le combat sera sanctionné par un sans décision. Johnson devient par la suite champion WBO de cette catégorie le 16 août 2003 en dominant aux points le mexicain Fernando Montiel avant d'être à son tour battu par Iván Hernández le 25 septembre 2004. Il met un terme à sa carrière en 1996 sur un bilan de 44 victoires et 5 défaites.

## Distinction
- Mark Johnson est membre de l'International Boxing Hall of Fame depuis 2012[2].